# Forever, for Always, for Love
Forever, for Always, for Love è il secondo album in studio del cantautore statunitense Luther Vandross, pubblicato nel 1982.

## Tracce
1. Bad Boy/Having a Party – 5:16 (Luther Vandross, Marcus Miller, Sam Cooke)
2. You're the Sweetest One – 4:46 (Vandross, Miller)
3. Since I Lost My Baby – 5:28 (Smokey Robinson, Warren Moore)
4. Forever, For Always, For Love – 6:23 (Vandross)
5. Better Love – 6:26 (Vandross, Nat Adderley Jr.)
6. Promise Me – 4:43 (Vandross)
7. She Loves Me Back – 6:09 (Vandross)
8. Once You Know How – 4:35 (Vandross)